# Acrocercops cocciferellum
Acrocercops cocciferellum là một loài bướm đêm thuộc họ Gracillariidae. Nó được tìm thấy ở Pháp, Tây Ban Nha và Tunisia.
Ấu trùng ăn Quercus coccifera. Chúng cuộn lá làm tổ. Tổ có dạng đốm nằm phía dưới lá.